# Vuelta a Navarra 2022
La Vuelta a Navarra 2023, fue la LIX edición de la Vuelta a Navarra. Constó de cuatro etapas y la última finalizó en Pamplona. Laboral Kutxa y el Gobierno de Navarra patrocinaron este evento.

## Equipos
- Caja Rural-Alea
- Laboral Kutxa-Fundación Euskadi
- Lizarte
- Cafés Baqué
- Electro Alavesa Zuya
- Hostal Latorre-Ederlan
- Telco,m
- Essax
- Drone Hopper-GSport
- Vigo-Rías Baixas
- Eiser Hirumet
- Valverde
- Arabay Cycling Friendly Balear
- Gomur Cantabria infinita
- Qoda Construcciones
- AVC Aix-en-Provence
- Basso Team Flanders
- Eolo Kometa

## Etapas
| Etapa | Fecha      | Ruta                    | Kilómetros | Ganador de etapa     | Líder de la clasificación |
| 1.    | 26 de mayo | Sangüesa-Sangüesa       | 140        | Oliver Knight        | Oliver Knight             |
| 2.    | 27 de mayo | Cáseda-Larra-Belagua    | 163        | Alejandro Franco     | Oliver Knight             |
| 3.    | 28 de mayo | Lecumberri- Berrioplano | 134,5      | Marcel Camprubí      | Alejandro Franco          |
| 4.    | 29 de mayo | Pamplona-Pamplona       | 125        | Pablo García Francés | Andrew Vollmer            |

## Clasificaciones
| \| Clasificación general \| Clasificación general \| Clasificación general \| Clasificación general \| Clasificación general \| \| Ciclista \| Ciclista \| Equipo \| Tiempo \| \| \| --------------------- \| --------------------- \| ------------------------------- \| --------------------- \| --------------------- \| \| 1.º \| Andrew Vollmer \| Illes Balears Arabay Cycling \| 15 h 11 min 00 s \| \| \| 2.º \| Harrison Wood \| AVC Aix-en-Provence \| + 1 s \| \| \| 3.º \| Enekoitz Azparren \| Laboral Kutxa-Fundación Euskadi \| + 4 s \| \| \| 4.º \| Xabier Berasategi \| Laboral Kutxa-Fundación Euskadi \| + 47 s \| \| \| 5.º \| Gabriel Rodas \| Caja Rural-Seguros RGA amateur \| + 49 s \| \| \| 6.º \| Mikel Mujika \| Telco,m-On Clima-Osés \| + 1 min 07 s \| \| \| 7.º \| Andrea Pietrobon \| EOLO-Kometa U23 \| + 1 min 26 s \| \| \| 8.º \| Sinuhé Fernández \| Lizarte \| + 2 min 02 s \| \| \| 9.º \| Oliver Knight \| AVC Aix-en-Provence \| + 3 min 47 s \| \| \| 10.º \| Alejandro Franco \| Gomur-Cantabria Infinita \| + 5 min 24 s \| \| |                   |                                 |                  |
| |                   |                                 |                  |
| |                   |                                 |                  |
| Clasificación general |                   |                                 |                  |
| Ciclista | Ciclista          | Equipo                          | Tiempo           |
| 1.º | Andrew Vollmer    | Illes Balears Arabay Cycling    | 15 h 11 min 00 s |
| 2.º | Harrison Wood     | AVC Aix-en-Provence             | + 1 s            |
| 3.º | Enekoitz Azparren | Laboral Kutxa-Fundación Euskadi | + 4 s            |
| 4.º | Xabier Berasategi | Laboral Kutxa-Fundación Euskadi | + 47 s           |
| 5.º | Gabriel Rodas     | Caja Rural-Seguros RGA amateur  | + 49 s           |
| 6.º | Mikel Mujika      | Telco,m-On Clima-Osés           | + 1 min 07 s     |
| 7.º | Andrea Pietrobon  | EOLO-Kometa U23                 | + 1 min 26 s     |
| 8.º | Sinuhé Fernández  | Lizarte                         | + 2 min 02 s     |
| 9.º | Oliver Knight     | AVC Aix-en-Provence             | + 3 min 47 s     |
| 10.º | Alejandro Franco  | Gomur-Cantabria Infinita        | + 5 min 24 s     |